# 第一通り駅
第一通り駅（だいいちどおりえき）は、静岡県浜松市中央区田町にある遠州鉄道鉄道線の駅。駅番号はET02。

## 概要
高架化の際に設置された新駅である。仮称は「田町駅」であった。
当駅と遠州病院駅は遠州鉄道鉄道線で最も駅間距離が短い（300m）が、カーブが2回続くためホームを見渡すことは出来ない。
基本的に表記は「第一通り」で統一されているが、車内補充券等では「㐧一通り」と表記されている。

## 歴史
- 1981年（昭和56年）12月頃：田町駅（仮称）として新設が追加決定。
- 1985年（昭和60年）12月1日：開設[1]。
- 1996年（平成8年）4月1日：改札口 - ホーム間のエスカレーター使用開始（上りのみ）。
- 2014年（平成26年）頃：ホームの一部に安全柵が設置される。

## 駅名の由来
駅前の東西の小路が第一證券（現：三菱UFJモルガン・スタンレー証券）の立地にちなみ「第一通り」と呼ばれていることによる。

## 駅構造
単式ホーム1面1線の高架駅。直営駅（夜間・早朝は無人）で駅舎がある。
暗渠化した「新川」の上に位置する。

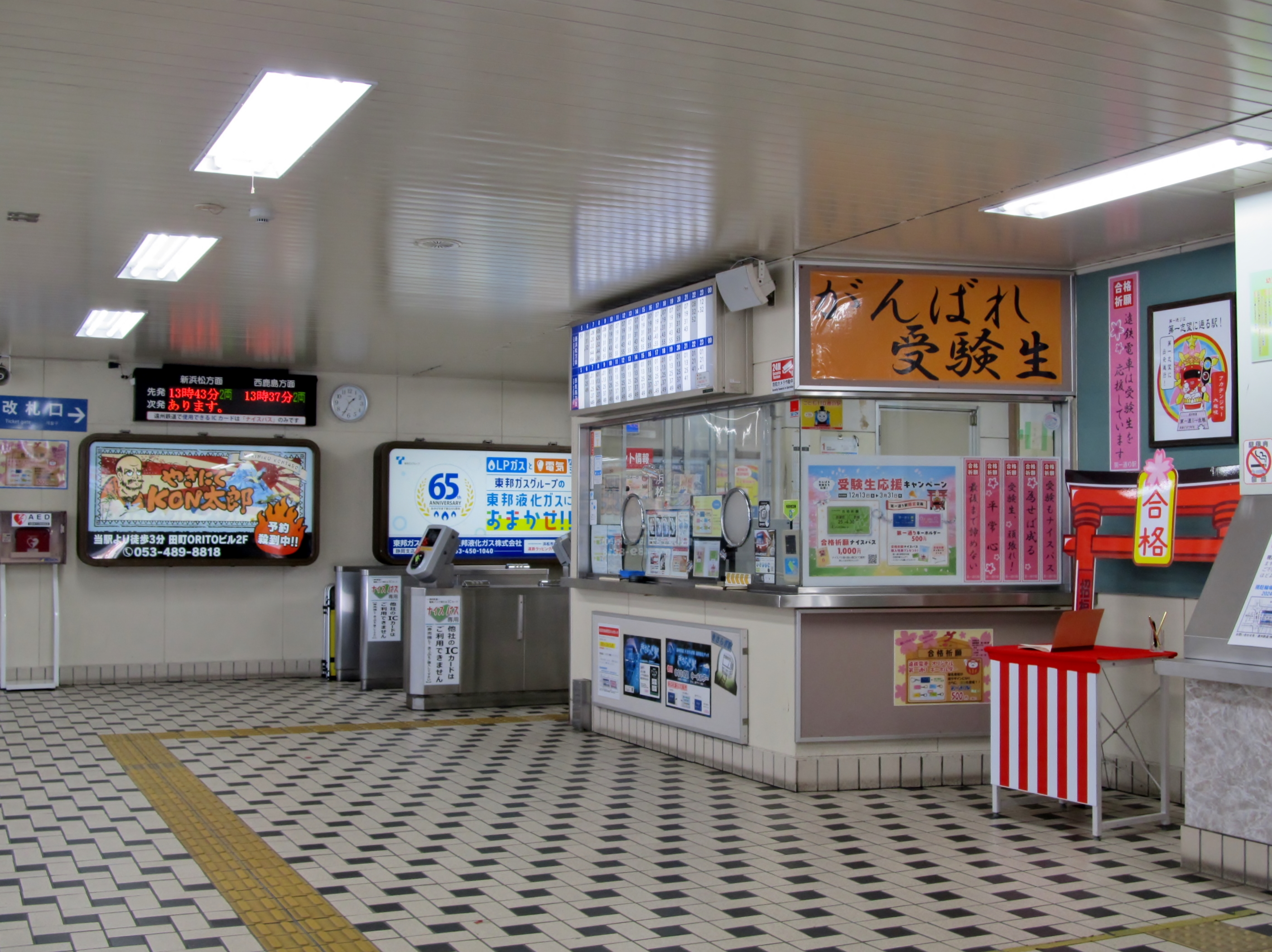
改札口
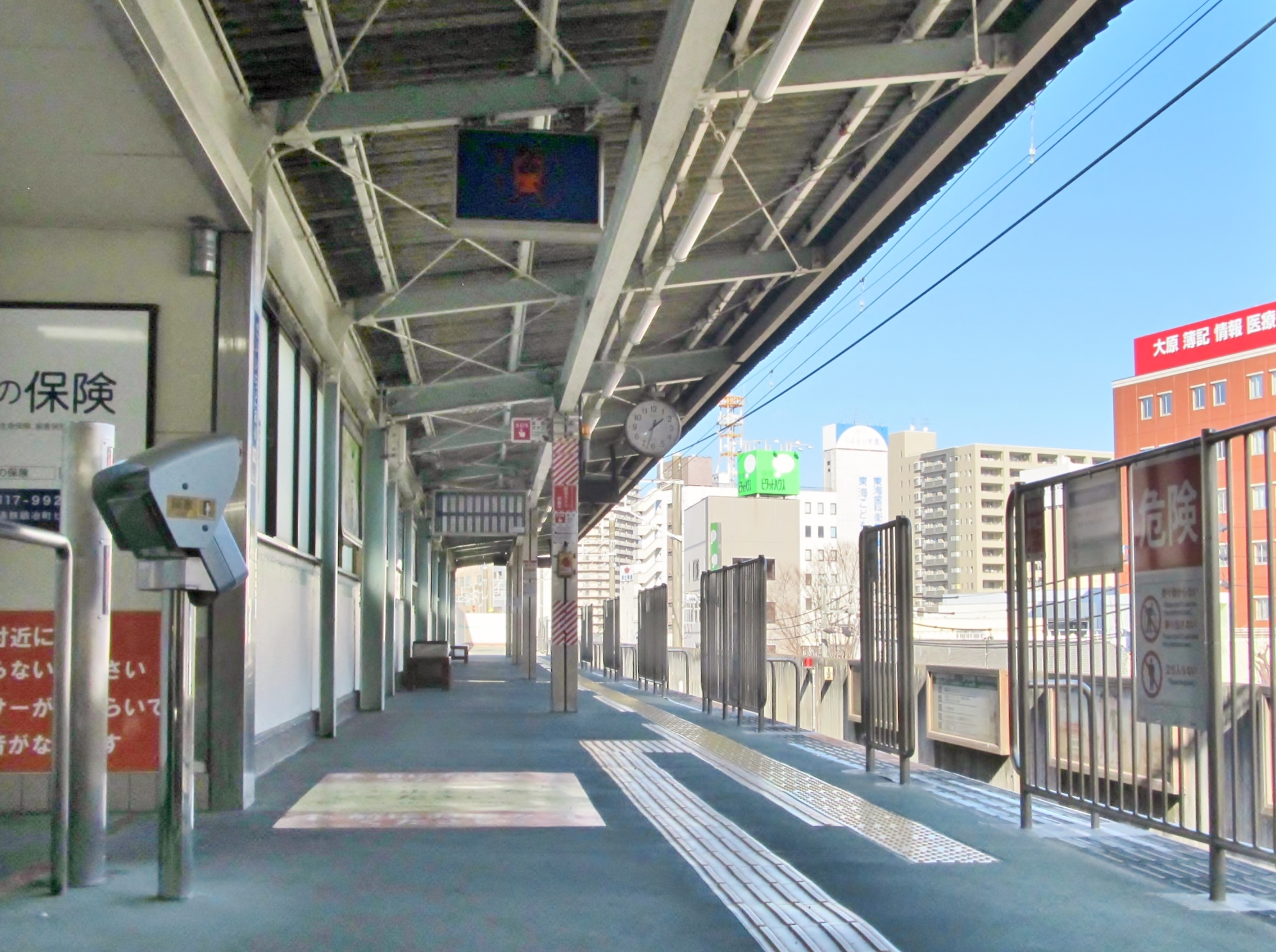
ホーム
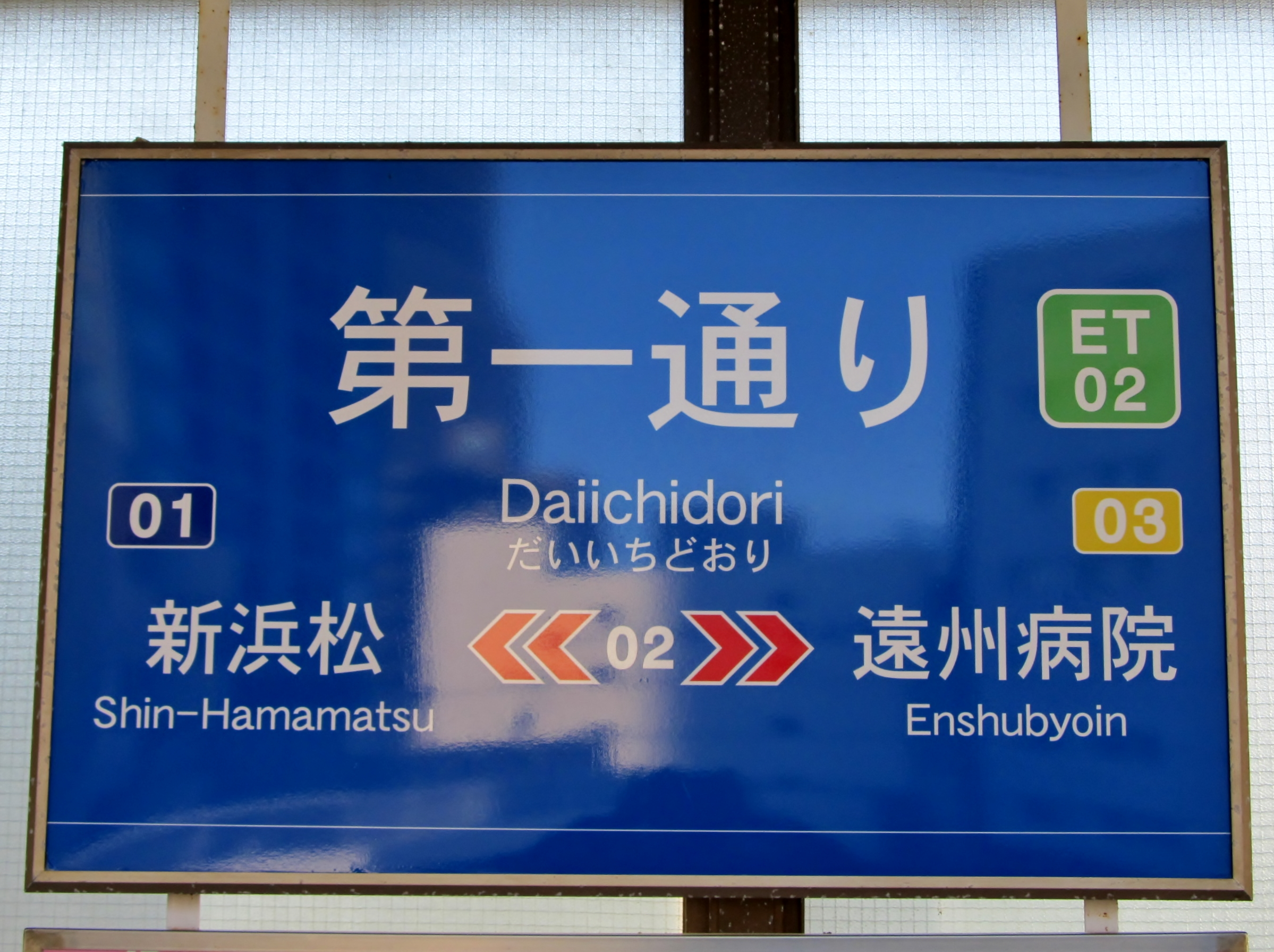
駅名標

## 利用状況
2019年度（令和元年度）の乗車人員は534,941人（全18駅中4位）、降車人員は626,668人（同4位）である。主として通学・通勤用に利用される。
1985年（昭和60年）の開業以来の、年度における乗車人員及び降車人員は次の表の通り。
| 年間の乗車人員・降車人員の推移 | 年間の乗車人員・降車人員の推移 | 年間の乗車人員・降車人員の推移 | 年間の乗車人員・降車人員の推移 |
| 年度                           | 遠州鉄道                       | 遠州鉄道                       | 出典・備考                     |
| 年度                           | 乗車人員                       | 降車人員                       | 出典・備考                     |
| ------------------------------ | ------------------------------ | ------------------------------ | ------------------------------ |
| 1985年度（昭和60年度）         | 196,280 人                     | 179,855 人                     | 年度途中に開業。               |
| 1986年度（昭和61年度）         | 714,248 人                     | 677,031 人                     | [ 4 ]                          |
| 1987年度（昭和62年度）         | 707,270 人                     | 692,063 人                     | [ 5 ]                          |
| 1988年度（昭和63年度）         | 689,898 人                     | 709,304 人                     | [ 6 ]                          |
| 1989年度（平成元年度）         | 666,965 人                     | 710,286 人                     | [ 7 ]                          |
| 1990年度（平成2年度）          | 632,586 人                     | 680,165 人                     | [ 8 ]                          |
| 1991年度（平成3年度）          | 608,242 人                     | 664,328 人                     | [ 9 ]                          |
| 1992年度（平成4年度）          | 607,820 人                     | 664,326 人                     | [ 10 ]                         |
| 1993年度（平成5年度）          | 558,076 人                     | 622,822 人                     | [ 11 ]                         |
| 1994年度（平成6年度）          | 525,259 人                     | 582,623 人                     | [ 12 ]                         |
| 1995年度（平成7年度）          | 502,959 人                     | 565,542 人                     | [ 13 ]                         |
| 1996年度（平成8年度）          | 513,976 人                     | 582,065 人                     | [ 14 ]                         |
| 1997年度（平成9年度）          | 519,143 人                     | 598,539 人                     | [ 15 ]                         |
| 1998年度（平成10年度）         | 505,129 人                     | 576,101 人                     | [ 16 ]                         |
| 1999年度（平成11年度）         | 489,998 人                     | 575,128 人                     | [ 17 ]                         |
| 2000年度（平成12年度）         | 511,229 人                     | 586,152 人                     | [ 18 ]                         |
| 2001年度（平成13年度）         | 510,120 人                     | 593,834 人                     | [ 19 ]                         |
| 2002年度（平成14年度）         | 482,863 人                     | 564,235 人                     | [ 20 ]                         |
| 2003年度（平成15年度）         | 475,007 人                     | 554,462 人                     | [ 21 ]                         |
| 2004年度（平成16年度）         | 450,566 人                     | 550,489 人                     | [ 22 ]                         |
| 2005年度（平成17年度）         | 446,477 人                     | 539,772 人                     | [ 23 ]                         |
| 2006年度（平成18年度）         | 451,642 人                     | 549,037 人                     | [ 24 ]                         |
| 2007年度（平成19年度）         | 476,266 人                     | 580,616 人                     | [ 25 ]                         |
| 2008年度（平成20年度）         | 484,821 人                     | 589,237 人                     | [ 26 ]                         |
| 2009年度（平成21年度）         | 466,629 人                     | 569,167 人                     | [ 27 ]                         |
| 2010年度（平成22年度）         | 476,067 人                     | 571,084 人                     | [ 28 ]                         |
| 2011年度（平成23年度）         | 464,367 人                     | 553,906 人                     | [ 29 ]                         |
| 2012年度（平成24年度）         | 495,486 人                     | 577,286 人                     | [ 30 ]                         |
| 2013年度（平成25年度）         | 501,170 人                     | 582,208 人                     | [ 31 ]                         |
| 2014年度（平成26年度）         | 528,859 人                     | 613,397 人                     | [ 32 ]                         |
| 2015年度（平成27年度）         | 527,323 人                     | 611,675 人                     | [ 33 ]                         |
| 2016年度（平成28年度）         | 515,659 人                     | 604,244 人                     | [ 34 ]                         |
| 2017年度（平成29年度）         | 518,360 人                     | 604,563 人                     | [ 35 ]                         |
| 2018年度（平成30年度）         | 525,719 人                     | 617,638 人                     | [ 36 ]                         |
| 2019年度（令和元年度）         | 534,941 人                     | 626,668 人                     | [ 2 ]                          |

## 駅周辺
- 浜松郵便局
- 東海調理師専門学校
- 東横イン 浜松駅北口
- ライブハウス「窓枠」
- 国道152号
- 広小路バス停
- 田町中央通りバス停

## その他
第一通り駅では、2022年12月25日より受験生の応援グッズとして、第一通り駅の駅名表を模したキーホルダーを販売している。
2024年1月からは、新しい駅名標に合わせたデザインに変更された物が発売されている。

## 隣の駅
遠州鉄道
■ET 鉄道線
新浜松駅（ET01） - 第一通り駅（ET02） - 遠州病院駅（ET03）